# Chương trình Discovery

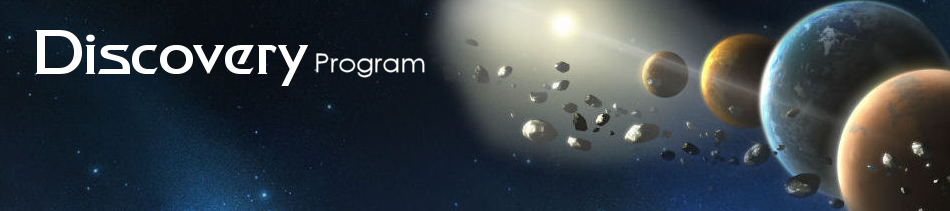
Header của trang web Chương trình Discovery (tháng 1 năm 2016)

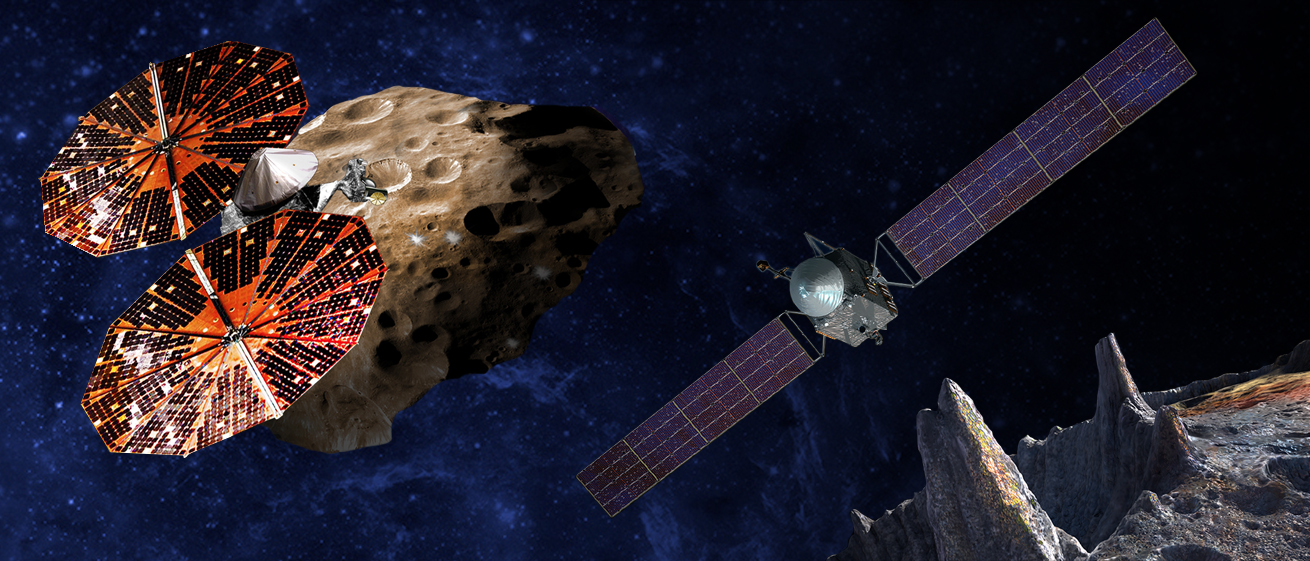
Hình vẽ mô tả sứ mệnh Lucy và Psyche

Chương trình Discovery của NASA là một chuỗi sứ mệnh thám hiểm không gian khoa học của Mỹ có chi phí thấp (khi so với các Chương trình Frontiers hay Flagship) và được tập trung cao, hiện tại đang thám hiểm Hệ Mặt Trời. Nó được thành lập vào năm 1992 để thực thi tầm nhìn các sứ mệnh hành tinh "nhanh hơn, tốt hơn, rẻ hơn" của Nhà quản trị NASA vào lúc đó Daniel S. Goldin. Các sứ mệnh Discovery khác với các sứ mệnh truyền thống của NASA, thứ mà đối tượng và mục tiêu đã được định rõ trước. Thay vào đó, những sứ mệnh có ngân sách định trước này được đề xuất và dẫn dắt bởi một nhà khoa học gọi là Principal Investigator (PI). Nhóm đề xuất có thể bao gồm những người từ công nghiệp, doanh nghiệp nhỏ, các phòng thí nghiệm chính phủ và trường đại học. Các đề xuất được lựa chọn trong một quy trình bình duyệt đầy cạnh tranh. Tất cả các sứ mệnh Discovery đã hoàn thành thì đều giúp thực hiện khoa học mang tính đột phá và bổ sung một cách đáng kể vào những tri thức của nhân loại về Hệ Mặt Trời.
Vào ngày 4 tháng 1 năm 2017, NASA tuyên bố rằng việc lựa chọn sứ mệnh Discovery tiếp theo sẽ bao gồm việc hai lựa chọn là ''Lucy'', nhằm ghé thăm một số tiểu hành tinh và Thiên thể Troia, và ''Psyche'', nhằm ghé thăm tiểu hành tinh kim loại Psyche. Chúng sẽ là sứ mệnh Discovery thứ mười ba và mười bốn theo thứ tự.

## Tóm lược

### Phóng
Phần này bao gồm một hình ảnh của tên lửa của sứ mệnh Discovery và năm phóng.
| Chương trình Discovery | Chương trình Discovery | Chương trình Discovery | Chương trình Discovery | Chương trình Discovery | Chương trình Discovery |
| ---------------------- | ---------------------- | ---------------------- | ---------------------- | ---------------------- | ---------------------- |
|                        |                        |                        |                        | 100x100px]]            |                        |
| NEAR Shoemaker 1996    | Mars Pathfinder 1996   | Lunar Prospector 1998  | Stardust 1999          | Genesis 2001           | CONTOUR 2002           |
|                        |                        |                        |                        |                        |                        |
| MESSENGER 2004         | Deep Impact 2005       | Dawn 2007              | Kepler 2009            | GRAIL 2011             | InSight 2018           |
| Lucy 2021              | Psyche 2022            |                        |                        |                        |                        |